# Toscanella
Toscanella (La Tuscanèla in romagnolo) è l'unica frazione di Dozza, comune della città metropolitana di Bologna. Si trova lungo la via Emilia e dista 2,56 chilometri dal capoluogo comunale.
Sebbene non sia la sede comunale, Toscanella è il centro abitato più popoloso nonché il cuore commerciale e industriale del comune.

## Origini del nome
Il nome di Toscanella allude al fatto che, in passato, partivano da qui alcune strade che consentivano di valicare l'Appennino e di raggiungere la Toscana.

## Storia
Il luogo è caratterizzato da una lunghissima continuità abitativa, i cui inizi risalgono alla Preistoria. Nella zona a nord di Toscanella, infatti, fu rinvenuto un grande abitato di capanne. Il sito preistorico fu studiato e analizzato dal geologo imolese Giuseppe Scarabelli.

## Società

### Religione
La parrocchia di Toscanella fa parte, come le altre del comune di Dozza, della Diocesi di Imola. Patrona della comunità è Santa Maria del Carmelo, così chiamata in ricordo dei frati Carmelitani, che qui abitarono per circa due secoli (dalla seconda metà del XVI secolo all'occupazione francese). Si festeggia il 16 luglio.
La chiesa attuale è stata costruita nel 1924.
Nel secondo fine settimana del mese di settembre, invece, si festeggia Santa Maria sotto il titolo «del Sabbioso», poiché un'immagine della Vergine fu dipinta su un pilastrino nei pressi del Sabbioso, il rio che attraversa il paese. Tale immagine fu poi inserita nell'abside della prima piccola chiesa costruita sulla via Emilia a fianco del rio Sabbioso e si trova tuttora nell'abside della chiesa attuale.
San Filippo Neri, personaggio notevole e importantissimo, non è però mai stato il patrono di questo paese.

## Cultura
Toscanella dispone di una biblioteca civica: è intitolata a Lorenzo Bastelli, giovane prematuramente scomparso.

## Infrastrutture e trasporti
Il principale asse viario di comunicazione è la strada statale 9 Via Emilia, dalla quale Toscanella è attraversata.
Il trasporto pubblico è garantito da TPER per mezzo di autobus extraurbani. Le principali linee sono la 101, che collega Bologna ad Imola, e la 147, che collega Toscanella con il capoluogo Dozza.
Tra il 1885 e il 1935 Toscanella era dotata di una propria fermata sulla tranvia Bologna-Imola, gestita da Società Veneta.